# Facultad de Derecho de la Universidad Federal de Pernambuco

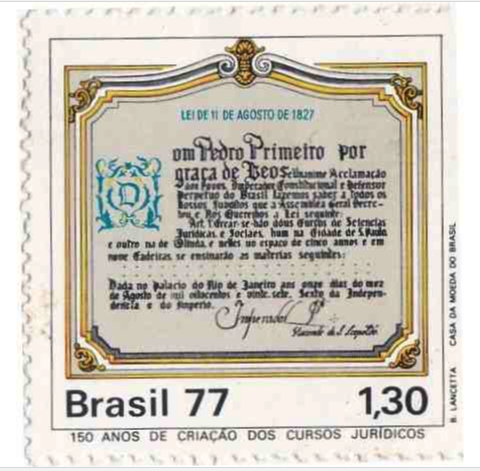
Sello postal de 1977 homenajeando a la ley imperial del 11 de agosto de 1827 que creó las carreras en Olinda y en São Paulo.

La Facultad de Derecho de la Universidad Federal de Pernambuco (FDR-UFPE) es una institución de enseñanza superior ubicada en la ciudad de Recife, Brasil. Fue creada el 11 de agosto de 1827 - con sede en la ciudad de Olinda - junto con la Facultad de Derecho de São Paulo, siendo ambas las más antiguas facultades de derecho del país y las únicas del periodo imperial.
Es una facultad de la Universidad Federal de Pernambuco y brinda cursos de pregrado y posgrado en derecho.
En la facultad de derecho de Recife estudiaron personalidades de la historia brasileña como el Barón de Río Branco, Paulo Freire, Joaquim Nabuco, Eusébio de Queirós, Castro Alves, Raul Pompeia, Nilo Peçanha, Ruy Barbosa, Clóvis Bevilaqua, Tobias Barreto, Sílvio Romero, Teixeira de Freitas, Rosa e Silva, Graça Aranha, Augusto dos Anjos, Franklin Távora, Álvaro Lins, Fagundes Varella, João Pessoa, Pontes de Miranda, Epitácio Pessoa, Ariano Suassuna, Paulo Fernando Craveiro, Miguel Arraes, Assis Chateaubriand, Câmara Cascudo, José Lins do Rego, Aurélio Buarque de Holanda, Marco Maciel, Geraldo Brindeiro e Guimarães Júnior

## Historia

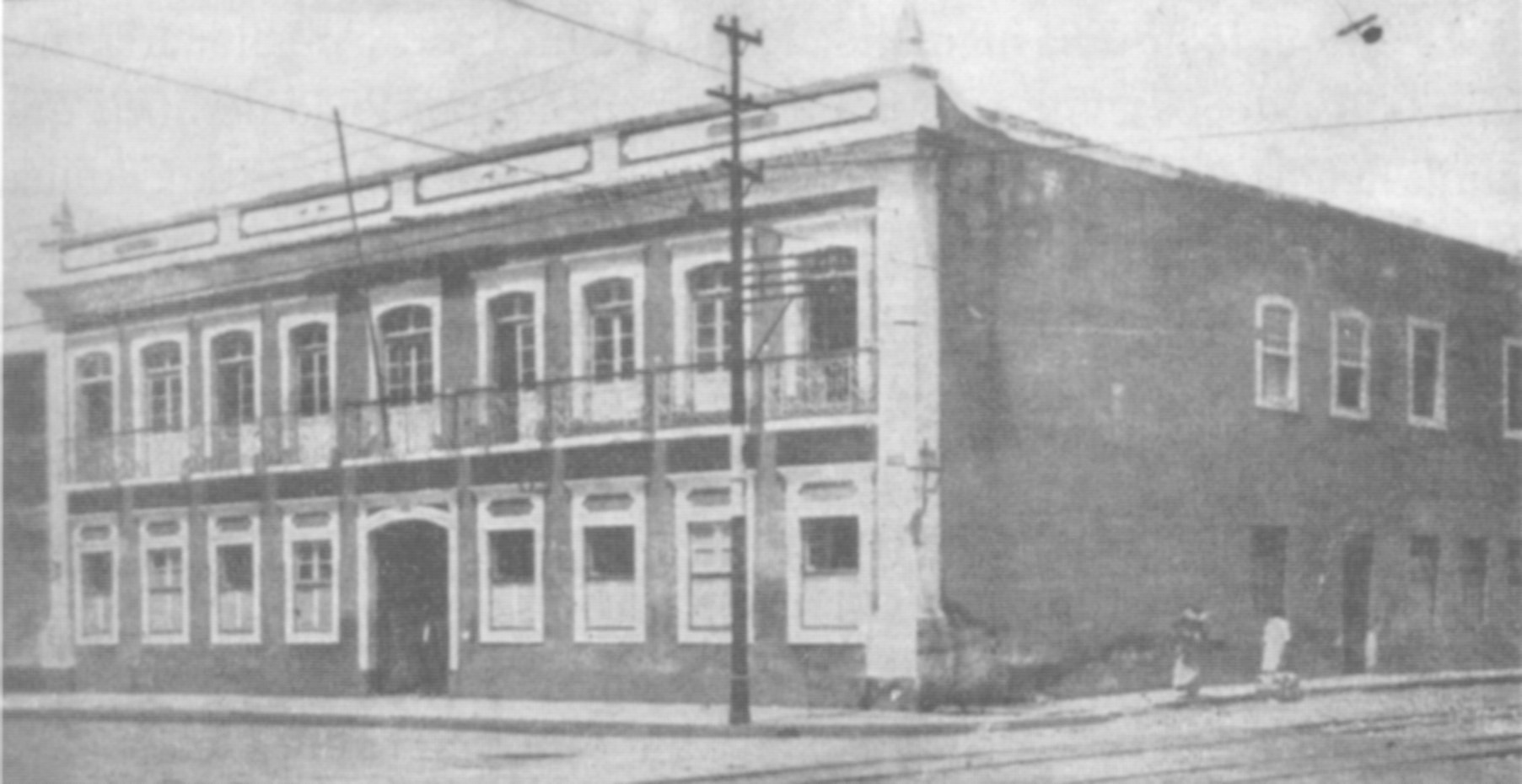
Primer local de la facultad, 1860.

La institución fue fundada por el emperador Pedro I a través de la Carta Imperial del 11 de agosto de 1827, la cual creó dos "Cursos de Ciencias Jurídicas y Sociales" en el país recién independizado: uno se instaló en el Convento de São Francisco, en São Paulo (actual Facultad de Derecho de la Universidad de São Paulo) y otro en el Monasterio de São Bento, en Olinda (antigua Facultad de Derecho de Olinda). Esta última, por razones prácticas, fue transferida para Recife, capital de la entonces provincia de Pernambuco, en 1854, recibiendo su denominación actual.
En sus primeros años, ocupó el claustro del Monasterio de São Bento y el actual edificio de la Alcaldía de Olinda. Luego de su traslado a Recife, pasó a ocupar una vieja casona en la rúa do Hospicio, poco adecuado para sus funciones y, por eso, apodado por los estudiantes como el "pardieiro" (en español: "paraíso"). En 1912, luego de concluidas las obras por el gobierno de la república, se mudó para el palacio donde funciona hasta la actualidad en la plaza Adolfo Cirne,  frente a la actual Cámara Municipal de Recife y al Parque Treze de Maio. El edificio, declarado como patrimonio cultural por el IPHAN, fue construido por José de Almeida Pernambuco, ocupando un área de 2,600 metros cuadrados, en el centro de un campo ajardinado. Su proyecto arquitectónico, ecléctico, con predominancia del estilo neoclásico, es de autoría del arquitecto francés Gustave Varin.
En 1942, junto con otras escuelas de nivel superior tradicionales de la capital pernambucana, como la facultad de medicina de Recife,  la Escuela de Ingeniería de Pernambuco, y la Escuela de Bellas Artes de Pernambuco, pasó a integrar la Universidad de Recife (UR), que se convertiría en 1965 en la actual Universidad Federal de Pernambuco. Hoy, constituye el Centro de Ciencias Jurídicas de la Universidad Federal de Pernambuco (CCJ - UFPE), manteniendo mientras tanto la denominación de Facultad de Derecho de Recife (FDR).

### La Escuela de Recife

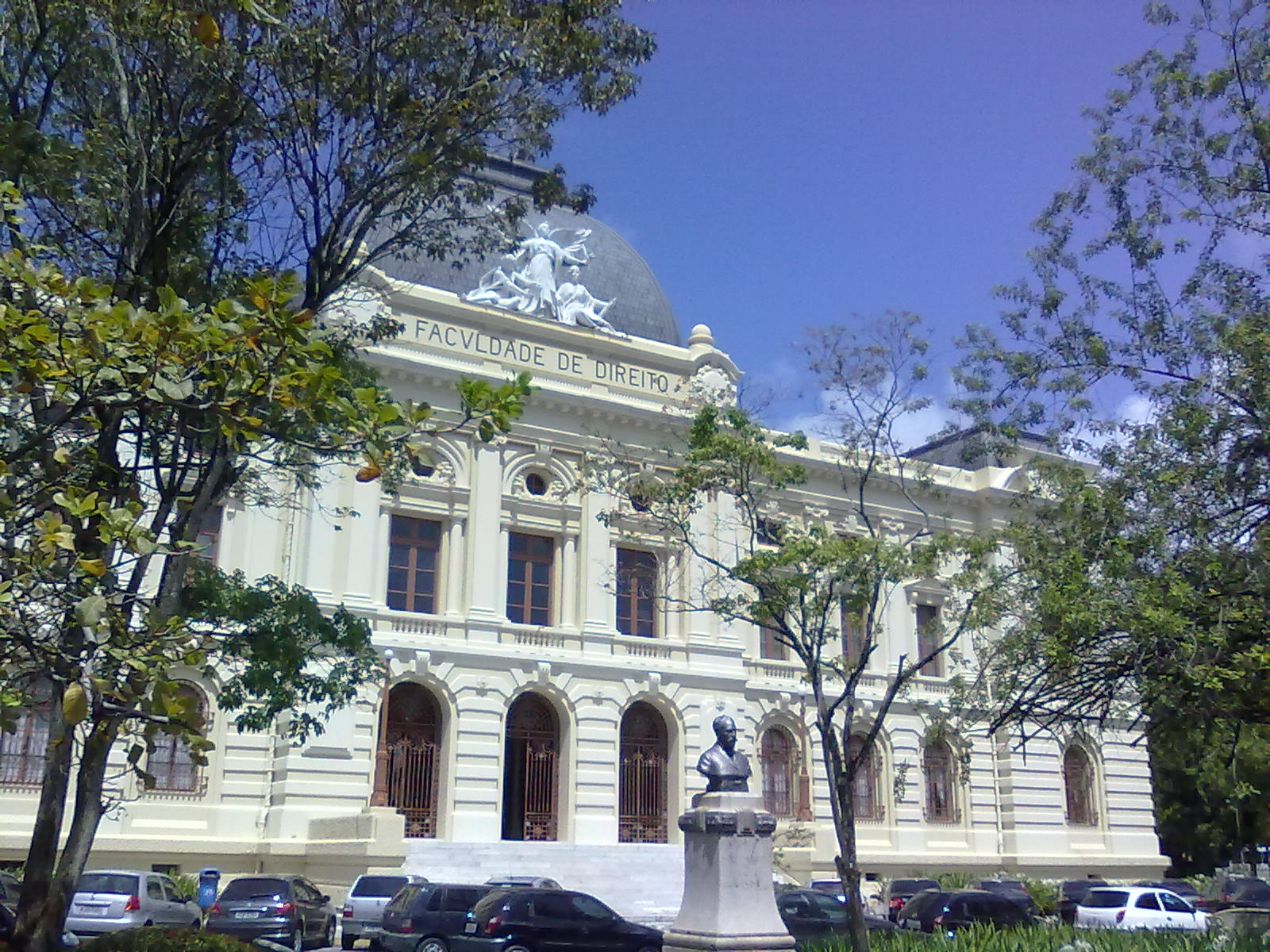
Fachada

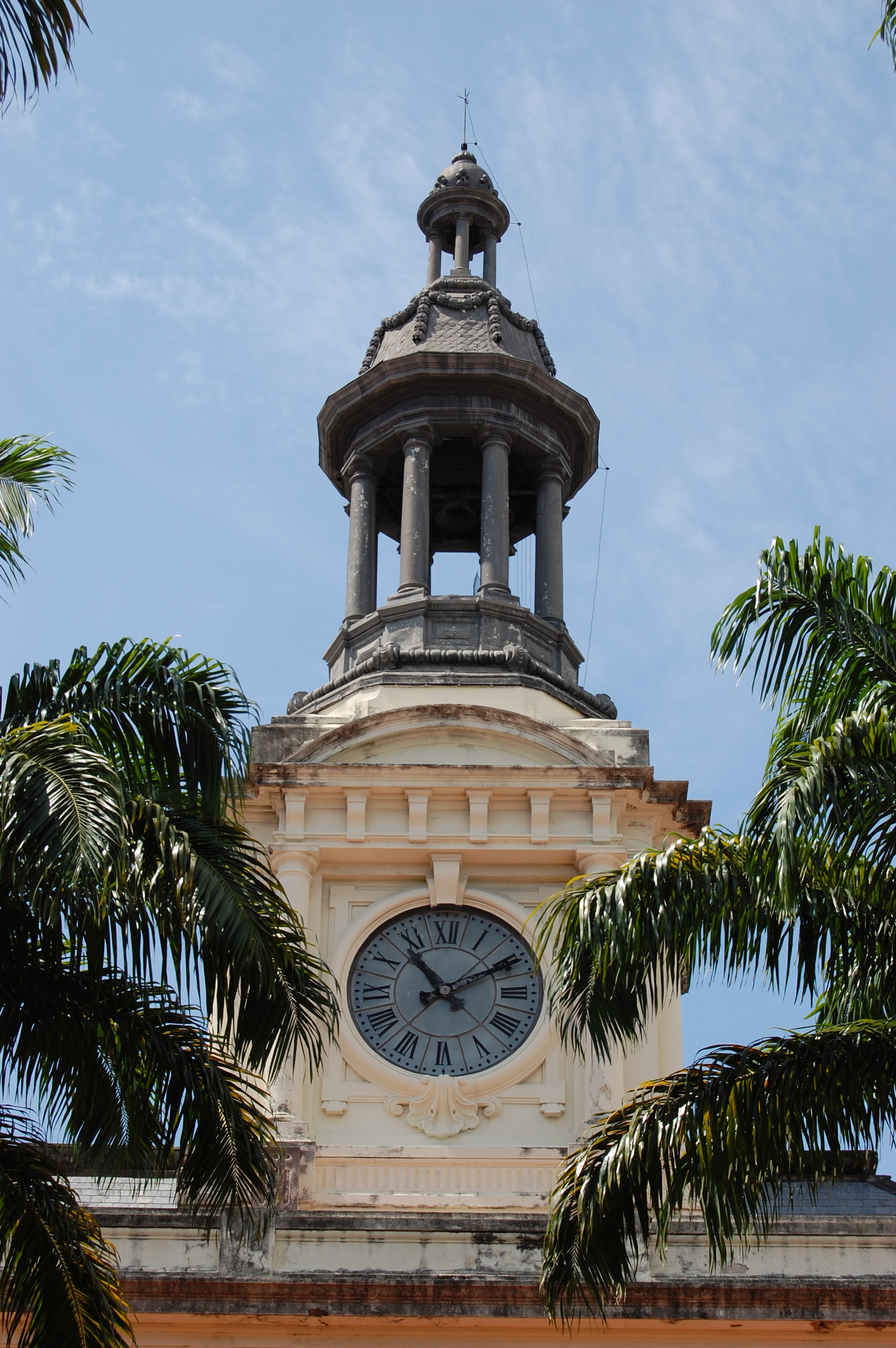
Detalle del reloj

La Facultad, desde sus primeros años, actuaba no sólo como un centro de formación de bachilleres sino, principalmente, como una escuela de filosofía, ciencias y letras, haciéndose célebre por las discusiones y polémicas que sacudían a la sociedad de esa época. La institución vivió tiempos gloriosos durante el Segundo Reinado bajo la influencia de diferentes juristas como Clóvis Beviláqua, Braz Florentino, José Soriano de Souza, Silvio Romero, Tobias Barreto, Joaquim Nabuco, Castro Alves y muchos otros.
En esta época, la facultad estaba marcada por un fuerte pluralismo teórico. Algunos de sus profesores estaban muy influenciados por las doctrinas católicas francesas - siguiendo el ejemplo de los hermanos catedráticos Braz Florentino (traductor de la obra de Santo Tomás de Aquino), Tarquínio Braúlio y José Soriano de Souza. A pesar de eso, a finales del siglo XIX estuvo marcado por fuertes críticas a la enseñanza jurídica y a la política brasileña. 
En la facultad de derecho nació y floreció el movimiento intelectual poético, crítico, filosófico, sociológico y jurídico conocido como la "Escuela de Recife", también llamada como la "Generación de 1871", con gran repercusión en el imperio entre los años de 1860 y 1880, siendo los profesores Tobias Barreto y Sílvio Romero sus principales exponentes. El movimiento se hizo famoso por la intensa crítica al clericalismo y al neoescolasticismo vigente en los estudios jurídicos de esa época, así como a la introducción de doctrinas alemanas en el pensamiento nacional, por la divulgación de autores germanos hasta entonces inéditos en la vida intelectual brasileña como Rudolf von Ihering.
Hasta 1891 sólo existían las carreras jurídicas de Recife y de São Paulo. Por eso, gran parte de los juristas, magistrados y profesores de derecho del periodo imperial y de inicios de la república eran formados en Recife. 
Por un lado, el movimiento de los bachilleres revelaba inconformismo con relación a las teorías racionalistas metafísicas y la doctrina del derecho natural. Según Graziela Hora, la cátedra de derecho natural se mostraba como excesivamente dogmática e incapaz de atender a las expectativas de la nueva generación. Acusada de abstracción, la doctrina del derecho natural continuó siendo defendida por varios representantes de la facultad de Recife (Pedro Autran da Matta Albuquerque, José Soriano de Souza, entre otros). El movimiento de la "Escuela de Recife" era apoyado por los seguidores de Tobias Barreto y Silvio Romero pero nunca fue unánime y hay registros de que había sido muy mal visto por la Congregación de la Facultad.
No existía, sin embargo, absoluta identidad teórica entre los "seguidores de la Escuela de Recife". Sus principales tendencias pueden ser identificadas en la primera edición de la Revista Acadêmica de 1891: fin de teorizaciones teológicas, apriorísticas y metafísicas sobre el derecho; ciencia jurídica o jurídica-social con influencias de Ernst Haeckel; evolucionismo jurídico-social; influencias germânicas en la reflexión sobre el derecho en cuanto producto histórico de la creación cultural humana (Ihering).

## Exalumnos notables
Es la segunda facultad de derecho de Brasil que más ministros del Supremo Tribunal Federal formó tras la facultad de derecho de São Paulo.
La facultad de derecho de Recife ganó notoriedad por la gran cantidad de alumnos egresados que desempeñaron papeles fundamentales en la historia política, intelectual y artística de Brasil.

## Biblioteca, profesores, producción académica

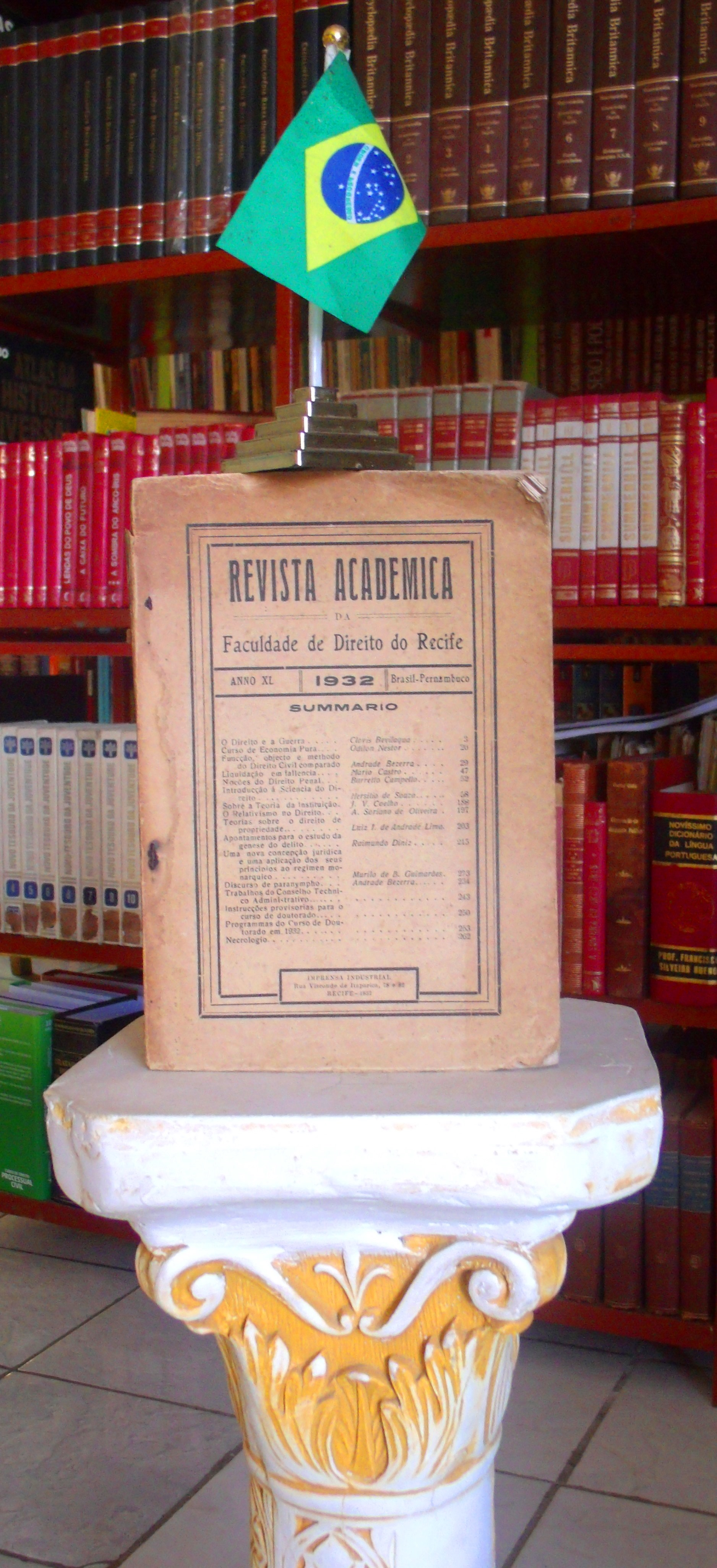
Edición de 1932 de la Revista de la Facultad de Derecho de Recife expuesta por coleccionistas en una biblioteca municipal, en Piauí.

La FDR posee una gran biblioteca con más de cien mil volúmenes, muchos de ellos raros y preciosos (como la primera edición de la Prosopopeia, de Bento Teixeira), abarcando las áreas del derecho, filosofía, historia y literatura, teniendo bajo su custodia, inclusive, la biblioteca que perteneció a Tobias Barreto. Publica, desde 1891, su Revista Acadêmica, en la que reúne trabajos jurídicos de autoría de sus profesores e invitados.
Muchos de sus profesores se hicieron famosos por su oratoria, conocimientos jurídicos y cultura general. 
Nilo Pereira, uno de los muchos intelectuales que se formó en la institución, en su libro Pernambucanidade (Recife, 1983, v.1, p. 252), dijo:

A Faculdade é germinal. Que se irradiou por todo o Nordeste. E que esteve e está presente nas Universidades Regionais que se criaram. Formou os bacharéis saídos dos Recife ... que ergueram, sobre os alicerces do humanismo jurídico, as Faculdades de Direito dos Estados vizinhos. Para ela vinham as gerações ansiosas de saber, futuros magistrados, advogados, juristas, jornalistas, diplomatas, estadistas, parlamentares, ministros de Estado, conselheiros do Império, escritores, poetas, tribunos, políticos...
La Facultad es germinal. Se extendió por todo el Nordeste. Y estuvo y está presente en las Universidades Regionales que se crearon. Formó a los licenciados que salieron de Recife... que construyeron las facultades de Derecho de los estados vecinos sobre las bases del humanismo jurídico. A ella llegaron generaciones ávidas de saber, futuros magistrados, abogados, juristas, periodistas, diplomáticos, estadistas, parlamentarios, ministros de Estado, consejeros del Imperio, escritores, poetas, tribunos, políticos...

### Revista Acadêmica de la Facultad de Derecho de Recife
Desde 1891 la institución publica la tradicional "Revista Acadêmica", cuya denominación es Revista Acadêmica de la Facultad de Derecho de Recife, en la que reúne trabajos de autoría de sus profesores e invitados. Se trata de la revista académica más antigua del país. A partir del 2014, la Revista pasó a ser editada por el Programa de Posgrado en Derecho de la Facultad.

## Organización interna

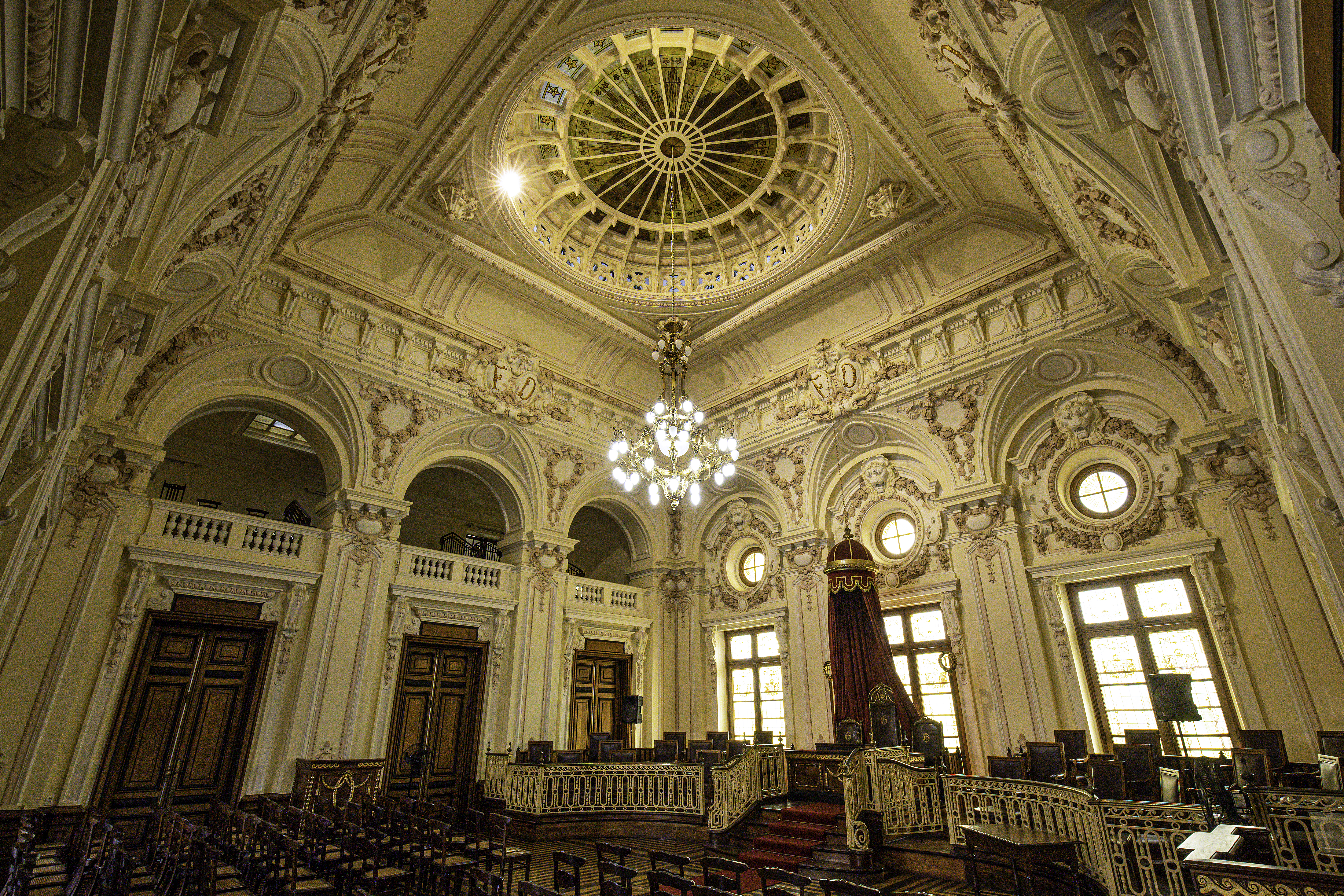
Salón Noble de la Facultad de Derecho

La Facultad forma parte del Centro de Ciências Jurídicas (CCJ), de la Universidad Federal de Pernambuco, con sede administrativa en el distrito histórico de Boa Vista. Durante mucho tiempo, la Facultad estuvo organizada en tres departamentos: 
- Departamento de Derecho Público General y Procesal (I Departamento);
- Departamento de Derecho Público Especializado (II Departamento);
- Departamento de Teoría General del Derecho y Derecho Privado (III Departamento).

El 15 de octubre de 2021, la Facultad publicó su nuevo Reglamento Interno (Boletim Oficial n. 56), suprimiendo los antiguos departamentos y comenzando con una nueva organización:
1. Órganos Colegiados de la Facultad de Derecho: a) Congregación; b) Consejo de Centro; c) Áreas Académicas; d) Colegiado del Curso de Pregrado en Derecho; e) Colegiado del Curso de Postgrado en Derecho; f) Sala Sectorial de Ciencias Jurídicas; g) Núcleo Docente Estructurante.
2. Órganos Ejecutivos de la Facultad de Derecho: a) Dirección del Centro CCJ; b) Coordinación Docente; c) Coordinación del Curso de Pregrado en Derecho; d) Coordinación del Programa de Postgrado; e) Coordinación de Investigación y Proyectos; f) Coordinación Sectorial de Extensión y Cultura.

Con la entrada en vigor del nuevo Reglamento de 2021, los Profesores de la Facultad estarán directamente vinculados al Centro de Ciencias Jurídicas y distribuidos en 8 Áreas Académicas (Boletim Oficial da UFPE n.º 197, de 10 de diciembre de 2021):
- Teoría del Derecho;
- Derecho constitucional y Teoría del Estado;
- Derecho civil, mercantil y económico;
- Derecho administrativo, financiero y tributario;
- Derecho laboral;
- Derecho penal;
- Derecho internacional público y privado;
- Derecho procesal y práctica jurídica.

El Decano de la Facultad es elegido por la comunidad académica del Centro de Ciencias Jurídicas para un mandato de cuatro años. En 2023 fue elegida una terna formada por Torquato de Castro Júnior (Director) y Antonella Galindo (Vicedirectora) que es la primera mujer trans que participa en la dirección de un Centro Académico en toda la historia de la Universidad Federal de Pernambuco.

## Posgrado
El Programa de Postgrado en Derecho (PPGD) de la FDR fue creado en la década de 1950, con la apertura de un curso de doctorado, que fue suspendido en 1970. En 1972, autorizado por la Coordinación de Perfeccionamiento de Personal de Enseñanza Superior (CAPES), el PPGD reanudó sus actividades con el curso de maestría, y en 1996 se reabrió el curso de doctorado, que en aquella época era el único en el nordeste de Brasil. 
Durante mucho tiempo, fue el único programa de doctorado en Derecho de la región y fue responsable de la formación de profesores de Maranhão, Piauí, Ceará, Río Grande del Norte, Paraíba y Alagoas.
El Programa de Postgrado en Derecho se encuentra en otro edificio de la rúa do Hospício, donde estaba la antigua Escuela de Ingeniería.

### Cooperación académica
El programa de posgrado (maestría y doctorados) en derecho de la UFPE forma parte de diversas redes de cooperación académica, destacándose la Red Nornordeste de Investigación en Derecho.

## Actualidad

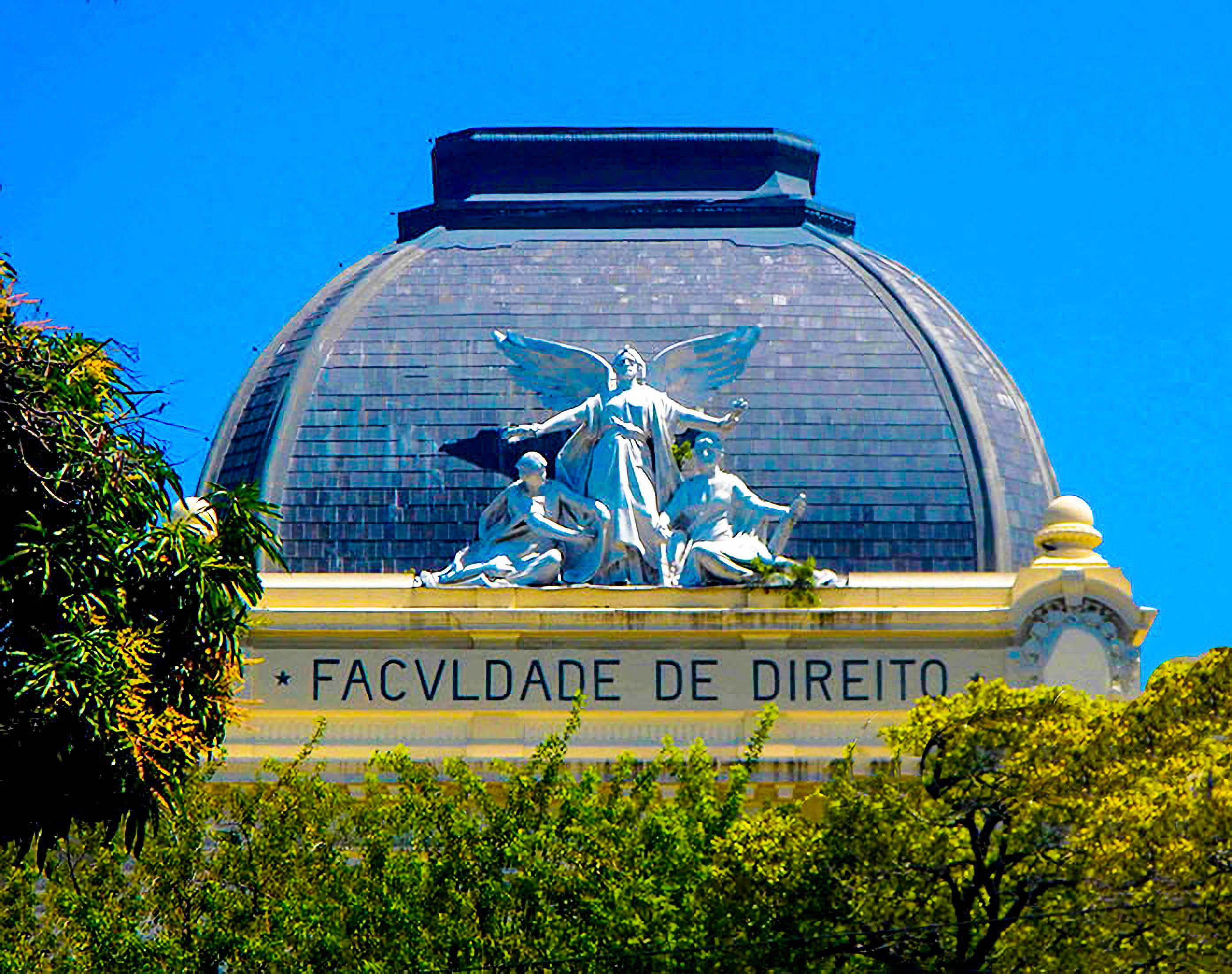
Detalles de la Arquitectura

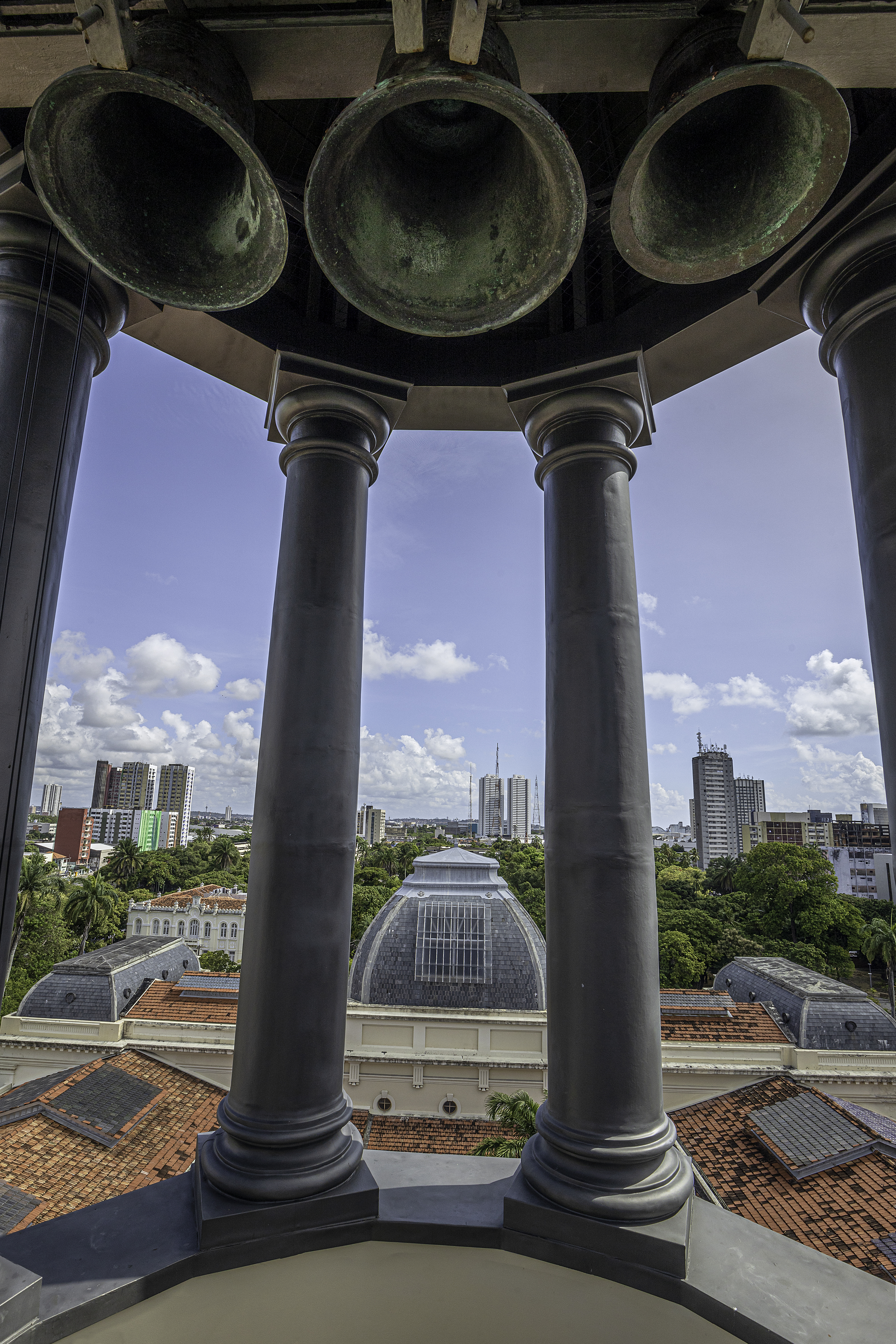
Campanas en la Torre de la Facultad de Derecho de Recife

En el ranking elaborado por Folha de S. Paulo en 2019, la carrera de derecho en la facultad de Recife es la séptima mejor del país (y la mejor de las zonas norte y nordeste), recibiendo la cuarta mejor posición en evaluación de mercado.
El curso de pregrado, con aproximadamente mil alumnos cuenta con el sello de excelencia otorgado por la Orden de Abogados del Brasil, ostentando un índice histórico elevado de aprobación en el Examen de la OAB. En el 2015, por ejemplo, la facultad obtuvo el primer lugar nacional con un índice de aprobación del 83.33%, siendo también la institución que aprobó el mayor número absoluto de alumnos entre las 10 primeras ubicadas en aquel año (110 aprobados). En el 2012, fue la segunda facultad con mayor aprobación, con una taza de 78,57%. En la prueba de la OAB 2008.2, la facultad de Recife quedó en tercer lugar del ranking nacional teniendo más de 87% alumnos aprobados en el concurso. Ya en la prueba 2010.1 la institución tuvo 81.3% de aprobación quedando en segundo lugar del ranking nacional. 
En el ámbito de los estudios de posgrado, el Centro de Ciencias Jurídicas de la UFPE imparte varios cursos de especialización, máster y doctorado. Estos dos últimos son evaluados por la CAPES con una nota de 5 (en una escala que va hasta 7), y son considerados Programa de Posgrado. Actualmente, con excepción de la Unifor, ninguna otra universidad del nordeste tiene una nota superior a 5. En el ranking de la Folha de S. Paulo de 2019, el Programa de Postgrado aparece como el 18.º mejor del país.
Alumnos y profesores de la Facultad de Derecho también se han movilizado para participar en importantes concursos nacionales. Según el consejero institucional de la UFPE, los equipos de la Facultad de Derecho obtuvieron resultados históricos en los concursos nacionales de derecho ambiental. (Subcampeón brasileño en el 2021), procesal penal (Subcampeón en 2021), procesal civil (Semifinalista en 2021) y de derecho concursal (Campeón Nacional de la Competición WICADE organizada por el Consejo Administrativo de Defensa Económica (CADE) en el 2021). También se consagró subcampeón en la Competición Potiguar de Proceso Penal del 2021.